# Mary Louisa Chitwood
Mary Louisa Chitwood (ur. 1832, zm. 1855) – poetka amerykańska. Urodziła się nieopodal Mount Carmel w stanie Indiana 29 października 1832. Zmarła w wieku zaledwie 23 lat 19 grudnia 1855. Publikowała w Louisville Journal, The Ladies' Repository, The Genius of the West, Arthur's Home Gazette i Odd-Fellow's Ark. W 1857 ukazały się jej Poems ze wstępem George D. Prentice’a.